# Leonardo Paganelli
Leonardo Paganelli (Rimini, 27 settembre 1954 – Bologna, 1º luglio 2025) è stato un grecista ed ebraista italiano.

## Biografia
Nel 1978, dopo la laurea in Letteratura greca presso l'Università di Bologna e una specializzazione in ebraico presso lo Studium Theologicum Bononiense, Leonardo Paganelli iniziò la sua carriera accademica presso la stessa università in qualità di assistente incaricato di Letteratura greca. A partire dall'anno accademico 1988-1989 fino al 2018 Paganelli ha insegnato, come professore associato, presso l'Università di Genova la disciplina di Storia della lingua greca. Aspetto essenziale seguito da Paganelli nell'insegnamento di tale disciplina è stato l'aver dato spazio non soltanto al greco antico ma anche alla sua forma moderna . Tale impostazione rifletteva gli interessi scientifici di Paganelli, il quale nel corso della sua carriera ebbe modo di curare numerose pubblicazioni espressamente dedicate al greco moderno (e al greco di Calabria) che gli valsero nel 2000 l'onorificenza di "Ambasciatore della cultura ellenica" da parte del governo greco. 
Per quanto riguarda la lingua e la letteratura greca antica, gli interessi scientifici di Paganelli sono stati indirizzati principalmente su Euripide e su Senofonte. Nel 1979 pubblicò uno studio sul dramma satiresco euripideo Il ciclope, a cui seguì nel 1981 la pubblicazione dell'edizione critica del testo. Su Senofonte invece si segnala il lavoro sull'Economico.
Altro campo di studi approfondito da Paganelli fu quello della lingua ebraica antica e moderna, di cui fu docente presso l'ateneo genovese dal 2012. In tal senso è significativa dell'interesse di Paganelli per la cultura greca ed ebraica la presenza di una appendice linguistica sull'ebraico moderno all'interno della sua Grammatica greca contemporanea.

## Principali pubblicazioni
La produzione scientifica di Paganelli copre un arco temporale che inizia con la fine degli anni 70 e termina nel 2019. Oltre a un gran numero di recensioni, si trovano articoli scientifici incentrati non soltanto sulla lingua e cultura greca, ma su aspetti ed autori della letteratura italiana (Giovanni Pascoli, Eugenio Montale), francese (Flaubert), inglese (Ezra Pound) tedesca (Thomas Mann), sulla cultura biblica, su Giuseppe Verdi e su Federico Fellini.   
Sul greco antico e la letteratura greca antica si segnalano:
- Echi storico-politici nel "Ciclope" euripideo, Antenore, Padova 1979[26]
- EVRIPIDIS "CYCLOPEM" cum apparatu critico ed., CLUEB, Bologna 1981[27].
- EURIPIDE: "Il Ciclope". Edizione critica con traduzione a fronte, CLUEB, Bologna 1991[28].
- Un dialogo sul management (Senofonte, Economico, I-VI), Cisalpino, Milano 1992[29].

Sul latino giuridico:
- Sic et simpliciter: il latino degli avvocati e dei magistrati, Vallardi, Milano 1996[30]

Sulla lingua e la cultura greca moderna:
- Il Neogreco e la riforma dell'accento, Paideia 41/3-4, 1986, pp. 241-246.[31]
- Dizionario Italiano - Greco Moderno - Italiano con Fraseologia, Vallardi, Milano 1988  ISBN 9788811942320 [32].
- Manuale di Conversazione Greco Moderno, Vallardi, Milano 1995 ISBN 9788811936244[33].
- La pronuncia del Greco: sincronia e diacronia, Serta Antiqua et Mediaevalia, Vol. 1, 1997 pp. 411-422 ISBN 88-7689-135-8[34].
- Grammatica del Greco Post-Moderno, Larus, Bergamo, 1998 ISBN 9788877470546[35].
- Dizionario Greco Moderno Plus, Vallardi, Milano 1999 ISBN 9788882113124[36].
- Il greco per il turista, Vallardi, Milano 2000 ISBN 9788882115104[37]
- Nuovo Parlo Greco (Moderno), Vallardi, Milano 2003 ISBN  9788882118358[38].
- Grammatica greca contemporanea, CLUEB, Bologna 2013, ISBN  9788849138276[39]